# Пам'ятник Сталінові (Прага)
Пам'ятник Йосипові Сталіну — найбільша скульптурна група у Європі, що розміщувалася у столиці Чехословаччини, місті Прага.

## Історія
Конкурс на будівництво пам'ятника було розпочато 1949 року; у ньому зобов'язали брати участь усіх відомих чехословацьких скульпторів. З 60 представлених проектів майбутнього монументу було обрано роботу скульптора Отакара Швеця.